# Rodelen op de Olympische Winterspelen 1976
Rodelen is een van de sporten die beoefend werden tijdens de Olympische Winterspelen 1976 in Innsbruck, Oostenrijk.

## Heren
| rang   | sporter(s)             | land | tijd     |
| ------ | ---------------------- | ---- | -------- |
| Goud   | Dettlef Günther        | GDR  | 3:27.688 |
| Zilver | Josef Fendt            | FRG  | 3:28.196 |
| Brons  | Hans Rinn              | GDR  | 3:28.574 |
| 4      | Hans-Heinrich Winckler | GDR  | 3:29.454 |
| 5      | Manfred Schmid         | AUT  | 3:29.511 |
| 6      | Anton Winkler          | FRG  | 3:29.520 |
| 7      | Reinhold Sulzbacher    | AUT  | 3:30.398 |
| 8      | Dainis Bremse          | URS  | 3:30.576 |

## Dames
| rang   | sporter(s)           | land | tijd     |
| ------ | -------------------- | ---- | -------- |
| Goud   | Margit Schumann      | GDR  | 2:50.621 |
| Zilver | Ute Rührold          | GDR  | 2:50.846 |
| Brons  | Elisabeth Demleitner | FRG  | 2:51.056 |
| 4      | Eva-Maria Wernicke   | GDR  | 2:51.262 |
| 5      | Antonia Mayr         | AUT  | 2:51.360 |
| 6      | Margit Graf          | AUT  | 2:51.459 |
| 7      | Monika Scheftschik   | FRG  | 2:51.540 |
| 8      | Angelika Schafferer  | AUT  | 2:52.322 |

## Dubbel
| rang   | sporter(s)                         | land | tijd     |
| ------ | ---------------------------------- | ---- | -------- |
| Goud   | Hans Rinn Norbert Hahn             | GDR  | 1:25.604 |
| Zilver | Hans Brandner Balthasar Schwarm    | FRG  | 1:25.889 |
| Brons  | Rudolf Schmid Franz Schachner      | AUT  | 1:25.919 |
| 4      | Stefan Hölzlwimmer Rudolf Größwang | FRG  | 1:26.238 |
| 5      | Manfred Schmid Reinhold Sulzbacher | AUT  | 1:26.424 |
| 6      | Jindřich Zeman Vladimír Resl       | TCH  | 1:26.826 |
| 7      | Karl Feichter Ernst Haspinger      | ITA  | 1:27.171 |
| 8      | Dainis Bremse Aigars Krikis        | URS  | 1:27.407 |

## Medaillespiegel
| rang | land                     | goud | zilver | brons | totaal |
| ---- | ------------------------ | ---- | ------ | ----- | ------ |
| 1    | DDR                      | 3    | 1      | 1     | 5      |
| 2    | Bondsrepubliek Duitsland | 0    | 2      | 1     | 3      |
| 3    | Oostenrijk               | 0    | 0      | 1     | 1      |
|      |                          | 3    | 3      | 3     | 9      |